# مجلس آل مسكوني

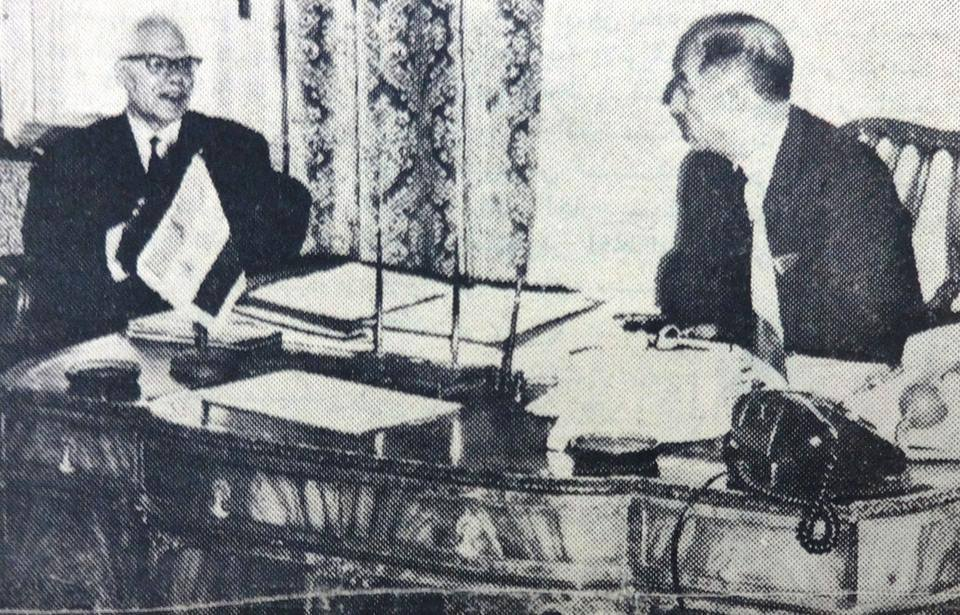
الرئيس العراقي أحمد حسن البكر (يمين) مع العلامة يوسف يعقوب مسكوني (يسار) في عام 1968

مجلس آل مسكوني، من مجالس بغداد التراثية ومن مجالس الأسر المسيحية والتي أصلها من مدينة الموصل، سكنت هذهِ العائلة مدينة بغداد، ونبغ منها رجال منهم الأديب الباحث يوسف يعقوب مسكوني (1903-1971)، الذي كان عالما في جمع الأخبار والآثار في المؤلفات والبحث، حتى ظهر لهُ الكثير من المؤلفات والكتب في تاريخ بغداد، وقد جمع له مكتبة شاملة تضم الكثير من أمهات الكتب والمخطوطات، وكان مجلسه مجلسا علميا أدبيا يختلف إليه رواد المعرفة وطلاب الأدب في دارهِ الواقعة في محلة السنك، وأستمر في طلب العلم والمعرفة حتى وافاه الأجل وهو في العقد الستين من عمره.